# Paddlesworth
Paddlesworth är en ort och civil parish i grevskapet Kent i sydöstra England. Orten ligger i distriktet Folkestone and Hythe, cirka 2 kilometer väster om Hawkinge och cirka 5 kilometer nordväst om Folkestone. Civil parishen hade 46 invånare vid folkräkningen år 2021.